# 非推奨
非推奨（ひすいしょう、英語: deprecation）とは、いくつかの分野において、ある用語、機能、設計、実践の使用を思いとどまらせることである。

## 概要
典型的には、完全にそれを削除したりその使用を禁止することはなく、取って代わられたか、もはや効率的あるいは安全と考えられていないからである。典型的には、非推奨（deprecated）とされているものは、レガシー互換性を確保するために、新しい方法が奇妙なシナリオで機能しないときに備えてバックアップするために、完全に削除されることはない。
それはまた特徴、設計、実践が将来的に完全に削除されるか廃止されることを暗示する。

## 語源
一般的な英語の使用法では、非推奨（英語: deprecate）は何かを承認しないことを意味する。それはラテン語の動詞（deprecare）に由来し、ラテン語では祈願して災いを避けることを意味する。現在の技術的な使用法では、ある機能の非推奨とは、それを使用しないことを推奨するにすぎない。非推奨を無視してプログラムや製品を作ることはまだ可能である。

## ソフトウェア
非推奨の機能がソフトウェアに残っていたとしても、それを使用すると警告メッセージが出るかもしれない。また、非推奨の状態は将来的にその機能が削除されることを示すこともある。後方互換性を確保し、影響のあるコードを新しい標準に準拠させる時間をプログラマーに与えるために、機能を即座に削除するのではなく、非推奨とされる。